# Universiteit van Niš

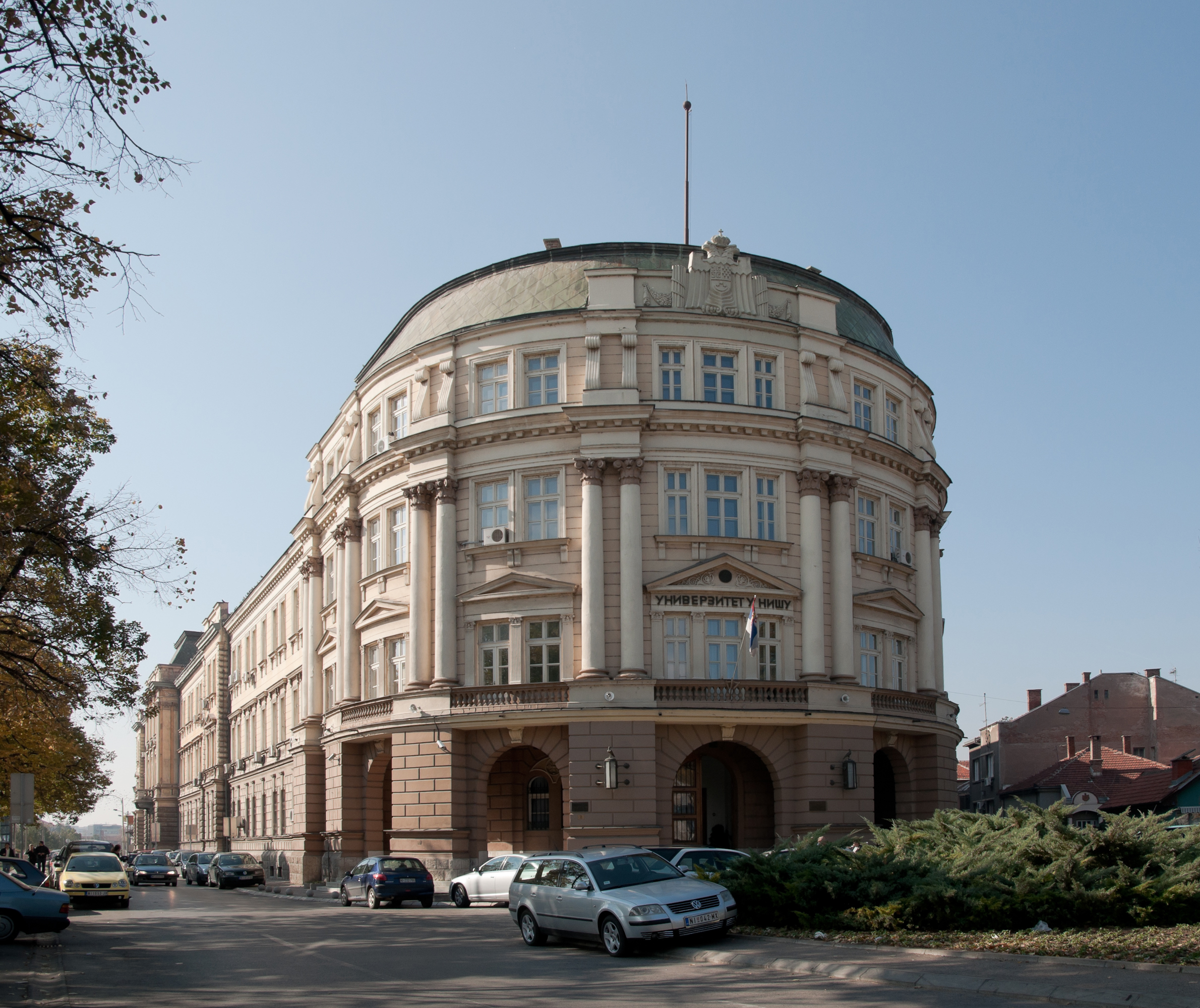
Hoofdgebouw

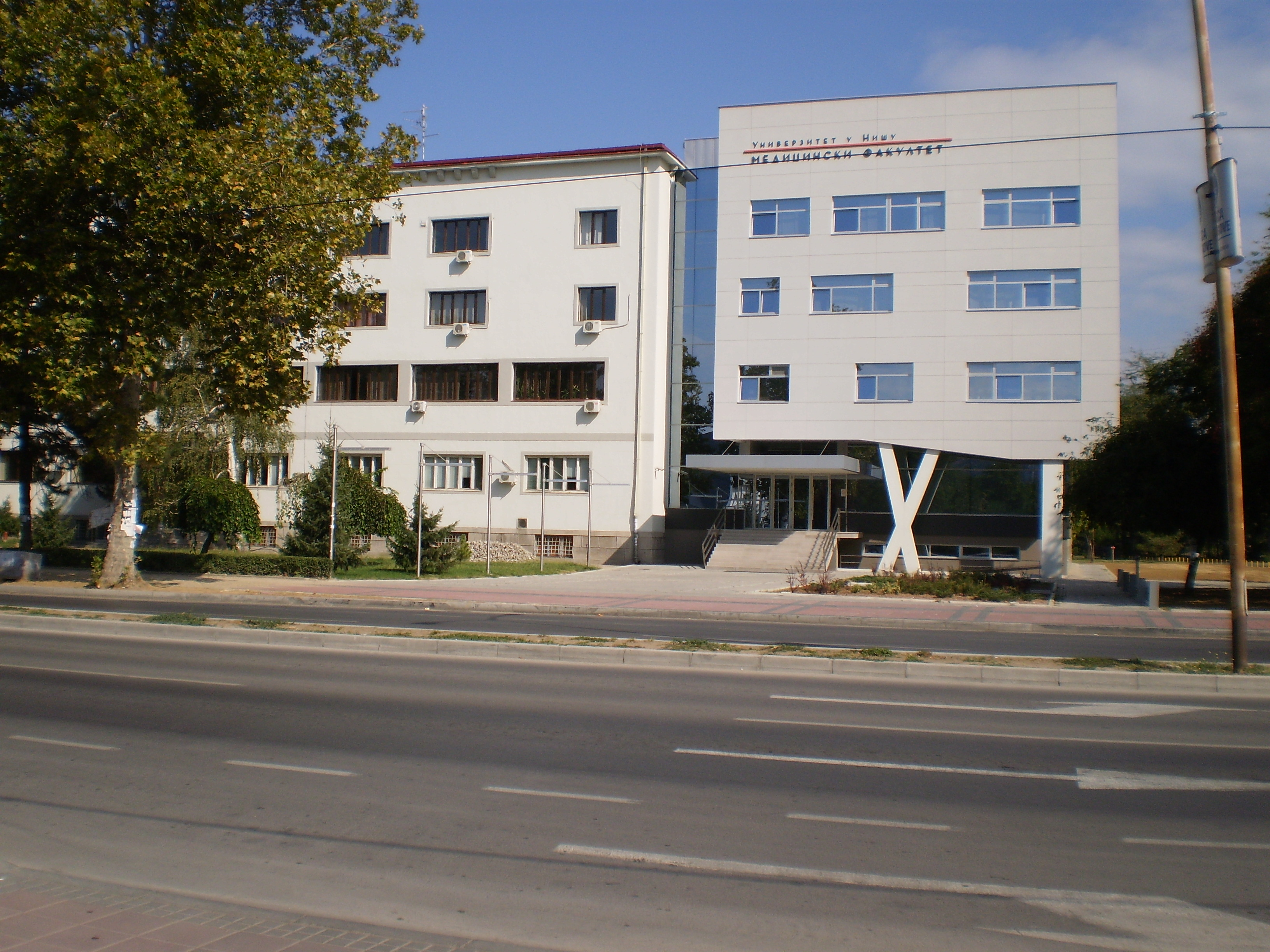
Medische faculteit

De Universiteit van Niš ((sr)  Универзитет у Нишу, getranslitereerd Univerzitet u Nišu) is een universiteit in de Servische stad Niš. De universiteit is opgericht in 1965 en heeft anno 2013 ruim 2000 medewerkers en 30.000 studenten. Er zijn 13 faculteiten op het gebied van kunst, natuurwetenschappen, techniek, en rechten.